# 萧大训
蕭大训（540年—549年），字仁德，梁簡文帝蕭綱第十六子，母为潘美人。
蕭大训有脚疾，不能穿鞋。太清二年（548年），侯景围攻建康。太清三年（549年），京城陷落，梁武帝被困餓死，侯景立太子蕭綱为帝。蕭大训尚未封王就去世，时年十岁。